# مجتمع اردوگاه‌های تفریحی
مجتمع اردوگاه‌های تفریحی، روستایی از توابع بخش سردشت شهرستان دزفول در استان خوزستان ایران است.

## جمعیت
این روستا در دهستان ماهوربرنجی قرار دارد و براساس سرشماری مرکز آمار ایران در سال ۱۳۹۵، جمعیت آن ۲۱ نفر (۶ خانوار) بوده‌است.